# Курська вища теологічна школа
Курська вища теологічна школа (нім. Theologische Hochschule Chur) — приватна римо-католицький вища школа (нім. Hochschule), розташована в місті Кур, в німецькій частині Швейцарії. Акредитована Конференцією ректорів швейцарських університетів (CRUS).